# Berneuxia thibetica
Berneuxia es un género monotípico de plantas con flores perteneciente a la familia Diapensiaceae. Su única especie: Berneuxia thibetica es originaria de Asia.

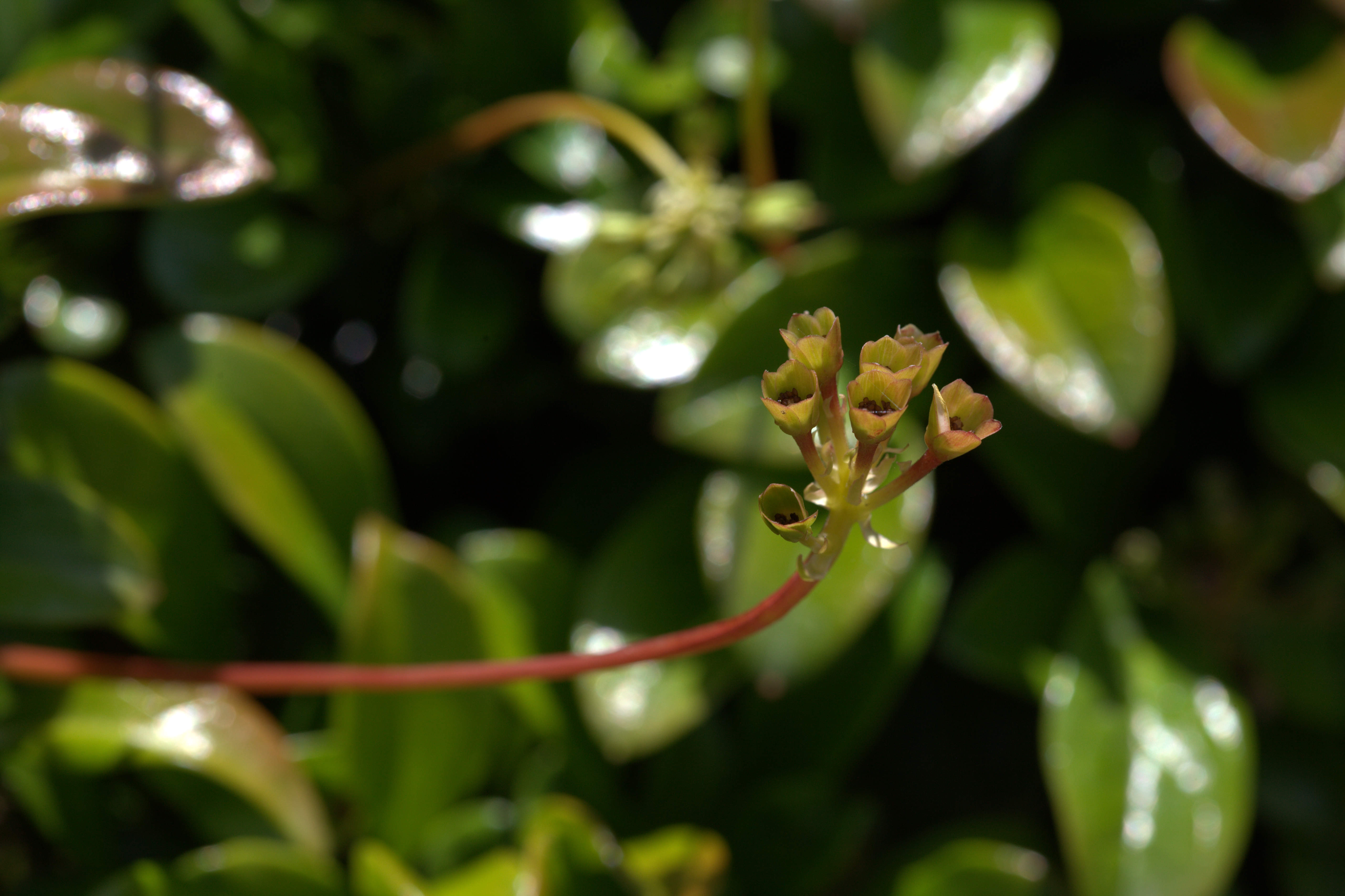
Hojas

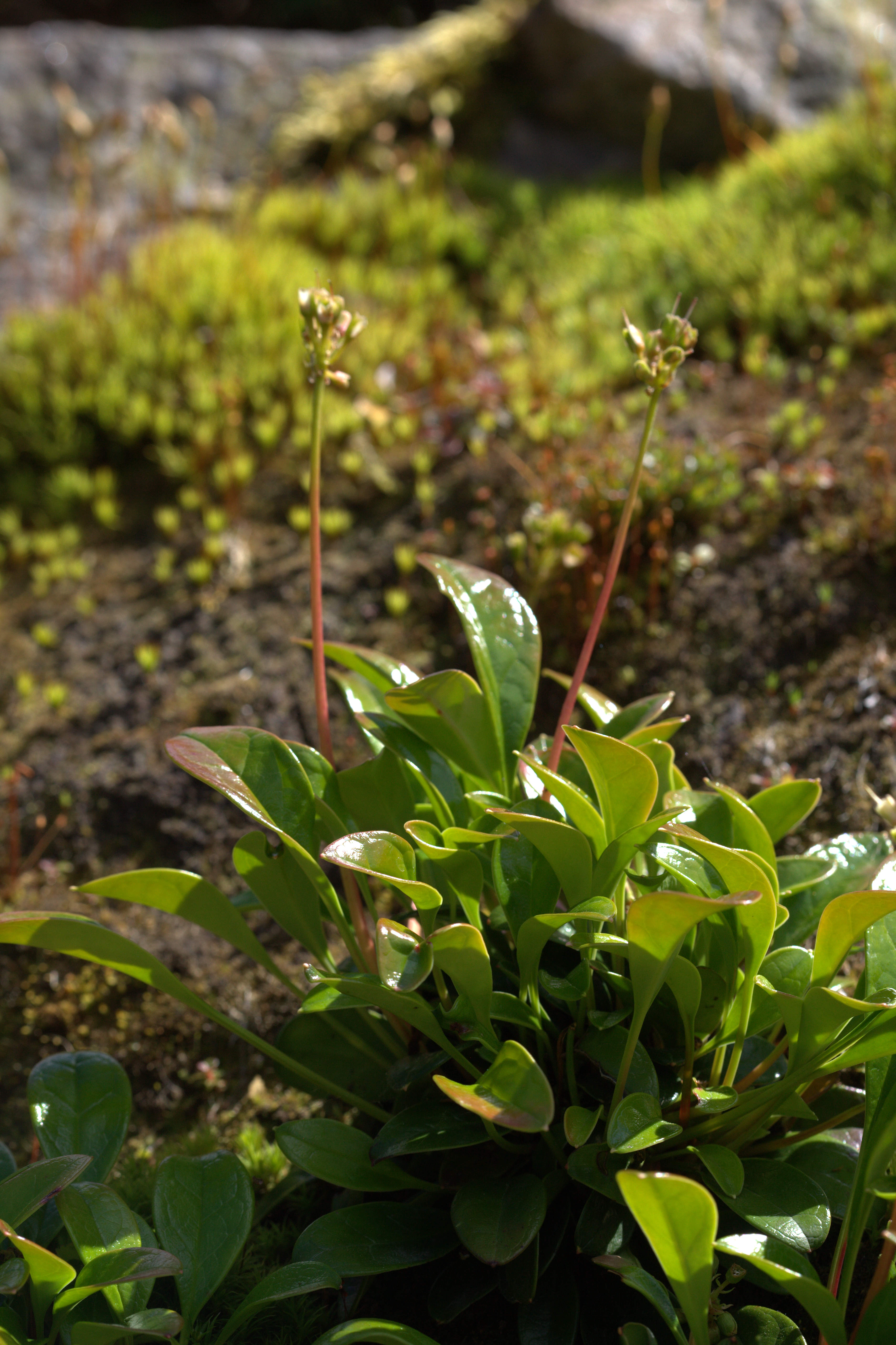
En su hábitat

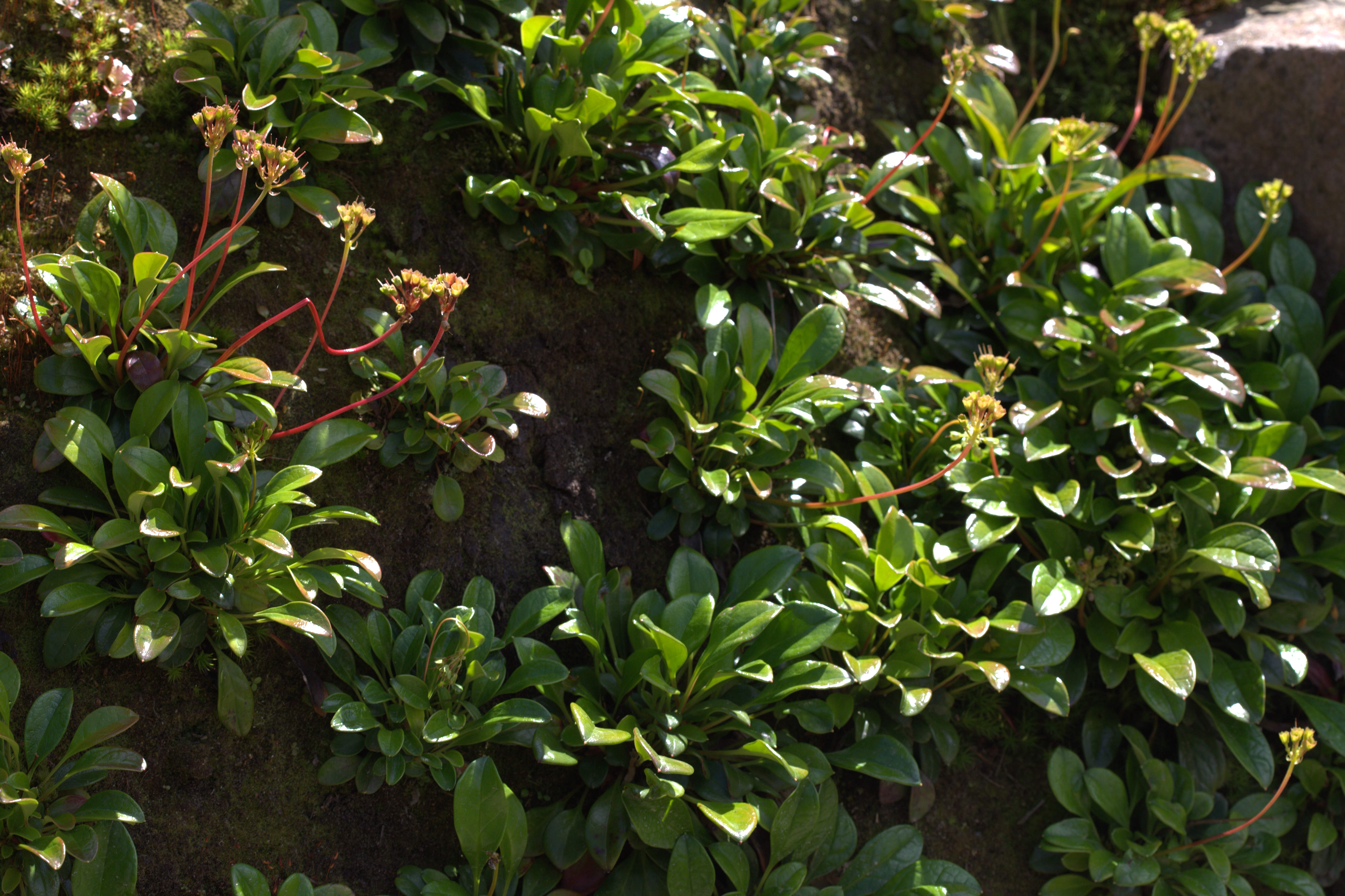
Vista de la planta

## Descripción
Hierbas perennes, alcanza un tamaño de 10-25 cm de altura. Rizomas casi erectos, de color marrón o grisáceo, de 3-4 mm de diámetro. Las hojas basales; con pecíolo; hojas obovadas-espatuladas de 3-10 x 1,7-4 cm, coriáceas, glabras, de color verde, envés pálido o grisáceo, adaxialmente verde profundo, brillante, y por lo general  la base se reduciéndose gradualmente y atenuadaq en el pecíolo, margen entero, ápice obtuso y con una apicula; venas laterales 2 -4 a cada lado del nervio central, adaxialmente discreta u obviamente impresionada. Inflorescencias con 5-12 de flores; pedúnculo alargado después de la floración a veces hasta de 23 cm. Pedicelo 3-11 mm. Sépalos de color rojizo, ampliamente elípticos a ovados, de 4-5 mm, margen entero. Corola acampanada, 0,9-1 cm, de color blanco o rosado; lóbulos oblongos a liguladas, margen entero. Subglobosos ovario. Cápsula globosa, cubierta por los sépalos persistentes. Fl. abril-junio, fr. agosto-septiembre.

## Distribución y hábitat
Se encuentra en los bosques húmedos de abetos, bosques caducifolios de hoja ancha, matorrales, a una altitud de 1700-3500 metros en Guizhou, Sichuan, Xizang y Yunnan en China.

## Taxonomía
Berneuxia thibetica fue descrita por Joseph Decaisne  y publicado en Bulletin de la Société Botanique de France 20: 159. 1873.
Sinonimia
- Berneuxia yunnanensis H.L.Li
- Shortia davidii Franch.
- Shortia thibetica (Decne.) Franch.	[3]